# Seltinsky (huyện)
Huyện Seltinsky (tiếng Nga: ? райо́н) là một huyện hành chính tự quản (raion), của Udmurtia, Nga. Huyện có diện tích 1884 kilômét vuông, dân số thời điểm ngày 1 tháng 1 năm 2000 là 14800 người. Trung tâm của huyện đóng ở Seltiy.